# Ipotesi anatolica
L'ipotesi anatolica è stata proposta da Colin Renfrew, che nel 1987 teorizzò una indoeuropeizzazione pacifica dell'Europa  a partire dal 7000 a.C. con l'avanzare dell'agricoltura dall'Anatolia. Secondo questa ipotesi la maggior parte degli abitanti dell'Europa neolitica parlava lingue indoeuropee, mentre successive migrazioni (ad esempio dalle steppe) avrebbero al massimo sostituito queste varietà indoeuropee con altre. 

L'espansione neolitica fra il VII e il V millennio a.C.

## Critiche all'ipotesi di una migrazione
La teoria degli Indoeuropei invasori, mossisi da una Urheimat settentrionale durante epiche migrazioni preistoriche e protostoriche, sul volgere dell'età del bronzo, viene rifiutata dal nuovo approccio al problema indoeuropeo proposto dall'archeologo britannico Colin Renfrew.
L'obiezione fondamentale mossa da Renfrew alle tradizionali ipotesi degli Indoeuropei migranti nomadi invasori, è che, dal punto di vista archeologico, non si individuano cause ben precise dell'ipotetica migrazione di massa degli Indoeuropei in più ondate. Inoltre, non esiste alcuna prova effettiva che la diffusione di un elemento della cultura materiale (l'ascia da battaglia, o anche il bicchiere campaniforme presente nei corredi funerari, altro elemento associato all'indoeuropeizzazione) in un dato territorio, dia automaticamente l'evidenza della diffusione di una certa popolazione (e della sua lingua) in una certa area. Soprattutto, non esistono effettive tracce archeologiche che parlino in modo univoco di una discontinuità di strutture sociali e organizzazione, connesse a un evento violento come un'invasione.

## Dinamiche di sostituzione della popolazione
Il problema dell'avvicendamento culturale di una popolazione su un'altra appare molto complicato e non può essere giustificato con le semplici invasioni. Renfrew, infatti, descrive le dinamiche con cui si può avere una sostituzione di popolazione (e di lingua) in un dato territorio. I fenomeni che possono portare a un tale avvicendarsi di popolazioni e lingue sono di tre specie:
1. onda di avanzamento: un'innovazione tecnologica che permette di sostentare più persone in un dato territorio (ad esempio, la rivoluzione dell'agricoltura), fa sì che una certa popolazione si espanda lentamente, spostandosi di poche decine di chilometri nel giro di decenni, fino ad occupare man mano ampie regioni, sostituendosi, solo in virtù del suo volume demografico, senza alcuna sopraffazione violenta, alle popolazioni preesistenti, che si servivano di tecniche di sussistenza meno efficaci quanto all'accumulo di risorse alimentari (ad esempio caccia e raccolta). In tale situazione le lingue preesistenti si ritirano in aree marginali, sopravvivendo laddove la popolazione che prima occupava il territorio apprende le nuove tecniche di sussistenza; la dinamica di espansione è descritta efficacemente dal modello di reazione-diffusione;
2. infiltrazione per crollo di sistema: il crollo delle strutture di controllo del territorio realizzato da un centro di potere, determina la progressiva infiltrazione di popolazioni esterne (o il riemergere di popolazioni precedentemente subalterne, o entrambe le cose) la cui lingua può infine prevalere. Le lingue preesistenti possono mescolarsi con le lingue dei nuovi arrivati o sopravvivere solo in alcuni dei territori controllati dal vecchio sistema di potere;
3. sovrapposizione di un'élite: una popolazione dotata di una superiore tecnologia, specie in ambito militare, si sovrappone a una popolazione preesistente, soggiogandola e imponendole la sua lingua. Le lingue preesistenti possono essere talora limitate ad usi definiti (ad esempio, possono trasformarsi in lingue liturgiche o di cultura) o sparire del tutto, lasciando come traccia degli influssi di substrato; in alcuni casi, la lingua delle popolazioni soggiogate conserva in gran parte il suo materiale costitutivo e la sua struttura di fondo, ma subisce forti alterazioni per influsso delle lingue dei nuovi dominatori.

Gli studiosi sostenitori di una qualche versione dell'ipotesi degli Indoeuropei invasori, sarebbero propensi a identificare senz'altro l'avvento dell'indoeuropeizzazione con la dinamica della sovrapposizione di una élite. Renfrew tuttavia nota che in Europa l'unico evento rimarchevole, tale da imporsi all'attenzione dell'archeologia per aver introdotto un forte fattore di discontinuità nella preistoria del continente europeo, è l'avvento dell'agricoltura, la neolitizzazione.

## Assenza di discontinuità culturale
L'assenza di significative discontinuità archeologiche dopo la neolitizzazione e l'avvento delle società agricole, unitamente al fatto che, ovunque, comunità unite dalla stessa cultura materiale si rivelano linguisticamente differenti, portano Renfrew a formulare un'ardita ipotesi, vale a dire che indoeuropeizzazione e rivoluzione neolitica hanno marciato di pari passo in Europa, considerando che il modello della migrazione è messo in crisi dalla mancanza di dati archeologici che indichino motivazioni plausibili dello spostamento di grandi masse umane. Gli Indoeuropei non sarebbero allora da considerarsi un'élite militare di guerrieri dell'età del bronzo, ma semplicemente dei pacifici agricoltori del neolitico. 

## Gli indoeuropei pacifici agricoltori
In tal modo Renfrew aderisce alla prima descrizione di sovrapposizione culturale: quella progressiva e pacifica.
La progressione demografica degli Indoeuropei avrebbe lentamente, ma inesorabilmente sommerso, con la sua onda di avanzamento pacifica, i precedenti abitatori dell'Europa occidentale e della valle dell'Indo. Tutto ciò sarebbe avvenuto non già fra il 4000 e il 2000 a.C., attraverso ondate di invasori sovrapponentisi, bensì nel 6000 a.C.
Una prova linguistica indiretta dell'appartenenza degli Indoeuropei al neolitico (o al più alla prima età del rame) è data dal fatto che il protolessico non ha voci saldamente ricostruite e ben identificabili per altro metallo che il rame (e anche la radice indoeuropea per rame non è presente in tutte le lingue della famiglia, per quanto questa sia un'obiezione relativa, poiché è frequente in vari rami dell'indoeuropeo), mentre le parole connesse alla sfera semantica dell'agricoltura e della domesticazione degli animali sono ben consolidate e panindoeuropee, a partire dal cane (mesolitico: *kwōn) per arrivare al bestiame dei pastori neolitici, alla mucca (*gwous), al cavallo (*ekwos), alla pecora (*owis), al maiale (*sūs),   per non parlare dell'animale piaga dei granai e delle popolazioni neolitiche, il topo (*mūs). 
Si deve inoltre considerare, ricorda Renfrew, che le teorie degli Indoeuropei pastori nomadi invasori del Nord sono fondate su un implicito presupposto ormai confutato, cioè che la pastorizia nomade fosse il passaggio immediatamente precedente l'agricoltura, nell'evoluzione dalle comunità di cacciatori-raccoglitori alle comunità stanziali agricole. Il quadro degli Indoeuropei pastori, a metà strada fra i rozzi uomini del mesolitico e le prime comunità di contadini poteva essere valido nell'Ottocento, ma non lo è più oggi. In realtà, ogni comunità di pastori nomadi interagisce con comunità agricole preesistenti. Queste mancavano in Europa prima della neolitizzazione.

## Urheimat secondo Renfrew
Dove dovrebbe allora collocarsi la patria originaria degli Indoeuropei, se sono stati questi ultimi a portare l'agricoltura in Europa? Renfrew identifica la cosiddetta Heimweh nella parte orientale dell'Anatolia (similmente, secondo l'ipotesi di Gamkrelidze e Ivanov, la Urheimat andrebbe collocata in qualche zona del Medio Oriente, tra l'Anatolia e il nord della Mesopotamia), attuale Turchia, a ridosso della mezzaluna fertile, cioè del centro di irradiazione della rivoluzione neolitica e della cultura materiale connessa all'agricoltura e all'addomesticamento di animali e piante.
Dall'Anatolia orientale le prime comunità parlanti dialetti dell'indoeuropeo si sarebbero lentamente diffuse fino al mare, interagendo variamente con le popolazioni di substrato; avrebbero popolato l'area egea e poi i Balcani e da lì si sarebbero diffuse verso nord-ovest; alla loro onda di avanzamento avrebbero resistito solo comunità periferiche come i Baschi, che appresero per tempo le tecniche agricole e conservarono la loro lingua, ultimo relitto di una famiglia linguistica mesolitica ormai estinta; un analogo movimento si sarebbe prodotto verso sud est, attraverso l'altopiano dell'Iran, e verso nord, in direzione del bassopiano sarmatico. Inoltre, si è speculato sul fatto che intorno al V millennio a.C. i Balcani abbiano funto da Urheimat secondaria durante la diffusione dei gruppi proto-indoeuropei in Europa.
Come si può notare, si è di fronte a un quadro totalmente innovativo rispetto alle teorie precedenti: alle confutazioni di carattere archeologico l'archeologo britannico risponde secondo i modelli di interpretazione dei dati precedentemente proposti, ovvero asserendo che la diffusione di una cultura materiale non implichi in modo necessario la diffusione di una lingua. Quanto ai dati della paleontologia linguistica, essi appaiono piuttosto fragili, come indicazioni. Un caso piuttosto esemplare sono le parole che in molte lingue indoeuropee indicano il faggio (*bhāghos) o la quercia (*drūs). Queste parole talora si scambiano di ruolo (è il caso del greco phēgòs in opposizione al latino fāgus -ma cfr. gr. drŷs), oppure hanno un significato generico (ingl. tree, albero). Ciò che queste differenze semantiche lievi, eppure indicative, sembrano denunciare, è soltanto il fatto che l'indoeuropeo possedeva una parola bhāgos per indicare un albero d'alto fusto, ma la sua identità con una delle specie di faggio europee è totalmente aleatoria. In altre parole, se le prove archeologiche non sono indicative, le prove collegate alla fauna e alla flora della ipotetica Urheimat sono potenzialmente fuorvianti.

## Società indoeuropea secondo Renfrew
Insieme alla teoria della migrazione e all'idea dell'invasione calcolitica dal nord, Renfrew mette in discussione anche l'idea della società di guerrieri, sacerdoti e lavoratori, con a capo un re. Il tipo di cultura neolitica che si diffonde in Europa con gli Indoeuropei dà in realtà luogo a una serie di comunità egualitarie, poco gerarchizzate, tipo chiefdom, comandate da un capovillaggio che è più un punto di riferimento di carattere amministrativo-cultuale che un capo guerriero.
Le società di tipo chiefdom possono all'occasione, scrive Renfrew, mobilitare, attraverso la collaborazione spontanea, un apporto notevole di risorse umane e materiali: del resto, è a comunità di tipo chiefdom che vengono fatte risalire le prime strutture monumentali in pietra del neolitico europeo. Lo sviluppo delle società egualitarie di tipo chiefdom in società gerarchizzate sembra invece essere un successivo sviluppo delle culture (sia indoeuropee sia non indoeuropee) storicamente attestate. Il trifunzionalismo che Dumézil riteneva tipicamente indoeuropeo si scopre in effetti essere un'evoluzione tipica di ogni civiltà (ad esempio è attestato fra i Turchi, fra i Mongoli, fra i Cinesi, popoli certamente non indoeuropei).

## Dati a favore dell'ipotesi di Renfrew
Gli studi di paleogenetica delle popolazioni umane condotti da Luca Cavalli Sforza sembrano attestare effettivamente un massiccio avanzamento dal Medio Oriente in Europa, iniziato nel 6000 a.C. circa (8000 anni fa) e corrispondente alla principale delle componenti geniche del continente europeo. L'avanzata dei traccianti genici di nuove genti provenute dal Medio Oriente sembra seguire lo stesso cammino dell'introduzione dell'agricoltura in Europa, tuttavia non esiste alcuna correlazione fra dati genetici e innovazioni culturali: gli studi di Cavalli Sforza indicano solo la progressione demografica di un certo gruppo umano identificato da certe caratteristiche geniche, in concomitanza con l'acquisizione delle tecniche agricole da parte di quella stessa popolazione: per il resto si accetta il principio di base dell'antropologia, secondo cui il dato culturale e l'aspetto fisico sono rigorosamente distinti (omnis cultura e cultura).
La questione che si pone, quindi, è se l'avanzata dell'agricoltura e l'avanzata della prima componente genica dell'Europa siano necessariamente connesse all'indoeuropeizzazione. L'equivalenza, secondo Renfrew, è abbastanza probabile, a meno di non postulare l'esistenza di una famiglia linguistica estinta (ad esempio, pare che le lingue della Spagna preromana non fossero indoeuropee, né fossero tutte affini al basco, il cui antenato arcaico ha lasciato tracce nei nomi di fiumi di tutta l'Europa occidentale e centrale).
Secondo Renfrew, tuttavia, l'indoeuropeo, sul piano lessicale, attesta una salda cultura materiale neolitica, e il neolitico è entrato in Europa da Oriente fra gli 8000 e i 7000 anni fa. Si deve inoltre considerare che le lingue indoeuropee parlate in Anatolia, cioè in prossimità della presunta Urheimat neolitica, lingue come l'ittita nesico, il luvio, il palaico, sono state le prime a separarsi dal ceppo linguistico originario: non sono infatti inscrivibili nelle due grandi famiglie kentum e satem, dunque attestano un'area linguistica a sé, molto antica, probabilmente anteriore al 5000 a.C.
Se è vero che in Anatolia, nell'Egeo e nei Balcani si parlavano già lingue indoeuropee nel neolitico, quali dialetti indoeuropei vi si erano diffusi? Tracce di antenati del greco miceneo sono conservate nelle tavolette in scrittura lineare B decifrate da Michael Ventris. 
La Grecia attesta un ampio numero di nomi di località e di popolazioni che sembrano risalire a uno strato pregreco, i nomi in -nthos e -(s)sos, questi ultimi irradiantisi a partire da Creta; vi sono inoltre in greco prestiti di lingue indoeuropee non greche. Non sembra del tutto priva di plausibilità l'ipotesi che possano risalire a una o più lingue pregreche di matrice indoeuropea affini alle lingue anatoliche (forse, secondo Georgiev, ma è teoria parecchio discussa e da molti rifiutata, la stessa lingua nascosta dalla scrittura minoica lineare A, decifrata in modo parziale, è una lingua anatolica: lo stesso nome di Creta attestato da fonti antiche di altre civiltà (Keftiw nei geroglifici egizi, Kaphtor nella Bibbia, Kaptara presso gli Accadi, sembra evocare la radice indoeuropea per testa, capo -capitale? - con un trattamento delle consonanti che sembra vicino alle lingue anatoliche); per alcune parole greche, come pyrgos e  tamias "torre", si prospetta come sostrato etimologico addirittura la possibilità di un'area linguistica indoeuropea a parte, anche se vicina ai dialetti anatolici.
Si delineerebbe allora una storia molto particolare della sottofamiglia anatolica dell'indoeuropeo: diffusasi forse sin dal neolitico in Anatolia (dove avrebbe convissuto con le antenate delle lingue caucasiche - ad esempio lo stesso proto-attico) e nei Balcani, sarebbe stata ivi sommersa più tardi dal greco miceneo e da altre famiglie linguistiche indoeuropee, sopravvivendo nella lingua dei Lidi e dei Cari, per poi perdere terreno, fino a sparire del tutto, a causa dell'avanzata del frigio, del persiano antico e del greco. Si può ricordare che attualmente in Anatolia si parla il turco, che è una lingua uralo-altaica.

## Problemi dell'ipotesi di Renfrew
La teoria degli Indoeuropei neolitici mostra d'altro canto una serie di falle. Intanto, la componente genica diffusasi in Europa da sud est durante il neolitico appare molto forte nei Balcani, ma diviene via via meno presente verso ovest (dove prevale la quinta componente genica, probabilmente corrispondente a una popolazione mesolitica che parlava dialetti affini al basco): dunque, l'ipotesi dell'onda di avanzamento neolitica può andare bene per l'area balcanica (dove un altro studioso, Igor Mikhailovich Diakonov, ha posto la patria originaria, influenzando le posizioni dello stesso Renfrew negli ultimi anni), ma non può spiegare la situazione del resto del continente europeo.
Un altro problema viene dalle stesse tavolette ittite, che oltre all'ittita nesico, che è una lingua indoeuropea, attestano anche un'altra lingua, che sembra avere il ruolo di lingua liturgica o comunque pare associata a formule rituali: questa lingua è il proto-hattico, che non è una lingua indoeuropea. Il rapporto fra ittita e proto-hattico nei documenti ittiti sembra molto simile a quello fra sumero e accadico nei documenti dell'impero di Sargon di Akkad: la lingua politico-amministrativa del popolo invasore, accanto a una lingua precedente, usata come lingua liturgica o rituale. Se inoltre si segue l'onda di avanzamento neolitica verso sud-est, verso l'India, si deve postulare una presenza indoeuropea nell'altopiano iranico e nella valle dell'Indo già in epoca neolitica. Renfrew si è addirittura spinto, in un primo tempo, ad affermare che la cultura di Harappa (la cultura vallinda) fosse indoeuropea, retrodatando addirittura la tradizione orale alla base dei più antichi inni vedici. L'idea che la civiltà di Harappa, nota fra l'altro per la sua scrittura ancora indecifrata, fosse indoeuropea, incontra però forti resistenze fra gli studiosi.

## Sviluppi della teoria di Colin Renfrew:Ipotesi AeIpotesi B
Lo stesso Renfrew ha articolato la sua teoria sull'espansione verso est in due rami: l'ipotesi A (espansione neolitica in tutte le direzioni, India compresa) e l'ipotesi B (espansione neolitica in Europa, tramite pacifica onda di avanzamento, espansione più tarda, violenta, verso l'India).
Per l'indoeuropeizzazione dell'India, Renfrew in un primo tempo propone che la pianura indo-gangetica abbia semplicemente accolto l'ondata di avanzamento delle popolazioni neolitiche, così come l'Europa. Ciò lo porta ad affermare che la civiltà di Harappa fosse una civiltà indoeuropea. Questa è l'ipotesi A di Renfrew circa l'arrivo degli indoeuropei in India.
Tuttavia, sulla base dell'interpretazione di dati archeologici relativi alle popolazioni nomadi della pianura sarmatica, lo studioso britannico arriva a formulare una teoria alternativa (ipotesi B). Sembrerebbe che il nomadismo si sia mosso, nella pianura sarmatica, da ovest verso est. Il ramo indo-iranico delle tribù indoeuropee potrebbe essersi allora mosso da sedi poste nel bassopiano sarmatico, attraverso un'espansione semiviolenta, molto più tardi dell'onda di avanzamento neolitica che porta l'agricoltura in Europa. Dunque in India gli Indoeuropei sarebbero penetrati in séguito al crollo di sistema della civiltà di Harappa, secondo una visione più tradizionale.